# Хасан Батър
Хаса̀н Батъ̀р или Виноградное, наричано разговорно и Самбатър (на украински: Виноградне) е село в Южна Украйна, Болградски район на Одеска област. Населението му е около 1590 души, предимно българи.

## География
Село Хасънбатър се намира в западната част на Болградски район. Разположено е на изток от село Пандъклия (Ореховка), на север от Голица и на юг от Саталък Хаджи. На изток от Хасанбатър е Арцизки район - село Задунаевка. Край селото тече рекичката Малък Катлабух.

## История
Северно от Хасан Батър е открито селище от III-IV век, известно в археологическите изследвания като Виноградное II. Обитателите на това селище принадлежат към черняховската култура.
Край южния край на Хасан Батър през втората половина на XVIII век е разположен ногайският аул Каза̀н Кула̀к, съответстващ на археологическия обект Виноградное I.

### В Русия
Днешното село е основано през 1821 година от преселници от българските земи на юг от Дунав. Според някои автори българите в Хасан Батър се заселват през 1830 година.
През 1877 година в Хасан Батър има 1 конна и 32 вятърни мелници. Общият брой на жителите е 1516 души, от които 832 мъже и 682 жени. Учениците са 27 - всичките момчета. В началото на ХХ век селото има 480 къщи и 3044 жители.

### В Румъния
През 1918-1940 и 1941-1944 година Хасан Батър е в границите на Румъния. През 20-те години на ХХ век 70 семейства от селото се изселват в Южна Америка, най-вече в Бразилия, водени от местния учител Илия Ганев.
Според данните от преброяването от 1930 година жителите на Хасан Батър са 4185 души, от които 4039 българи (96,51%), 60 руснаци (1,43%), 32 румънци (0,76%), 9 гърци и 4 евреи. В междувоенния период в селото функционира държавна болница.

### В СССР
В 1945 година селото е преименувано на Виноградное. През ноември 1946 година е създаден първият колхоз.

## Население
- 1852 – 932 души;[12]
- 1870 – 1438 (745 мъже и 693 жени);[13]
- 1877 – 1514 души (832 мъже и 682 жени);[14]
- 1930 – 4185 души;
- 2001 – 2144 души.

### Езици
Численост и дял на населението по роден език, според преброяването на населението през 2001 г.:
| Роден език | Численост | Дял (в %) |
| Общо       | 2144      | 100.00    |
| Български  | 2032      | 94.77     |
| Украински  | 40        | 1.86      |
| Руски      | 37        | 1.72      |
| Гагаузки   | 20        | 0.93      |
| Молдовски  | 11        | 0.51      |
| Цигански   | 1         | 0.04      |
| Други      | 3         | 0.13      |

## Личности
Родени в Хасан Батър
- Стефан Кънчев, писател, живял и творил в Бразилия